# Fânețelor
De Fânețelor is een zijrivier van de Fitod in Roemenië. De volledige rivier bevindt zich in het Harghita district. Hij mondt uit in de Fitod ter hoogte van Miercurea-Ciuc.